# Francis Fanci

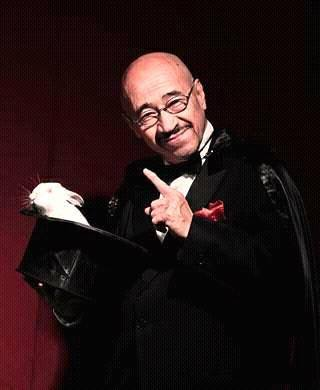
Francis Fanci

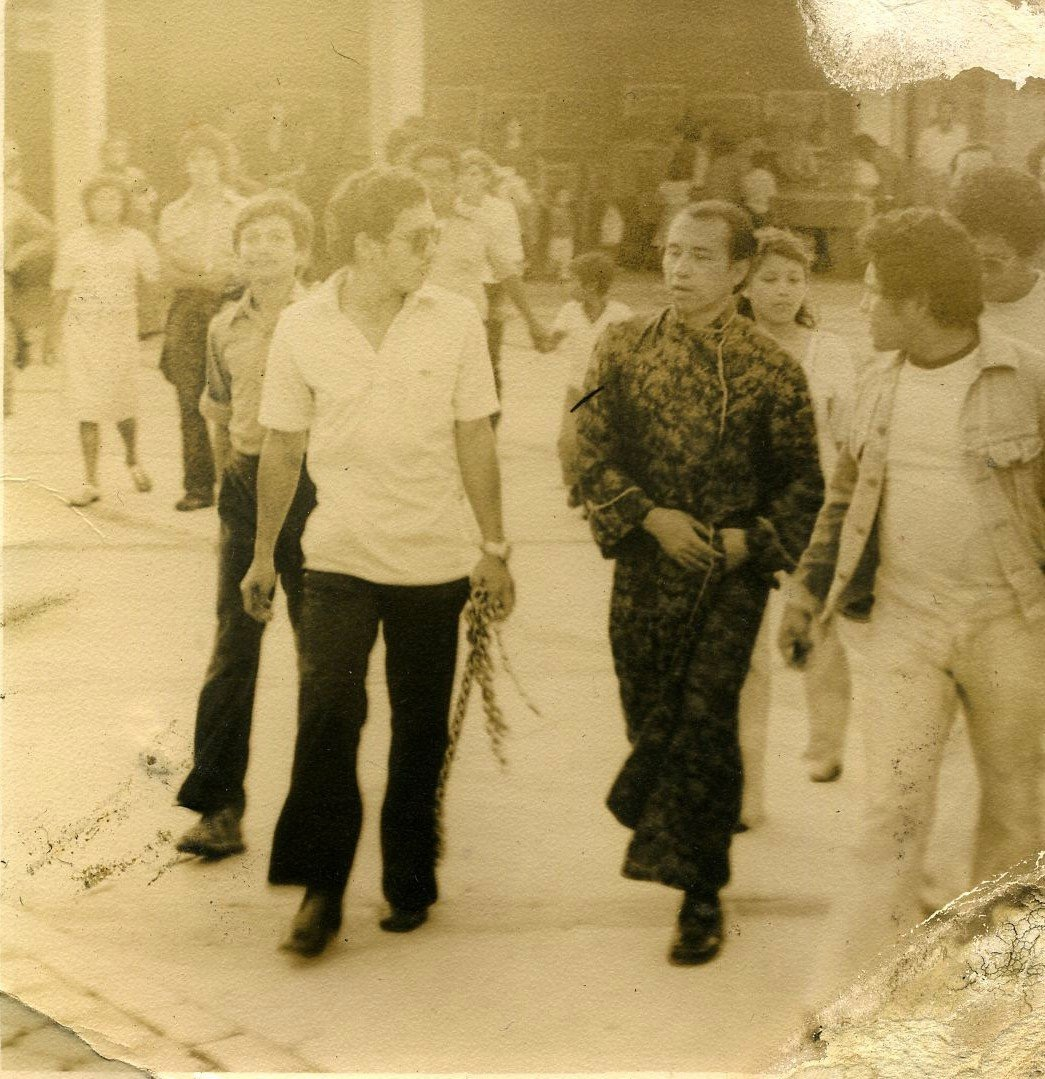
Escape de Ilopango 1973

Francisco Rubén Girón (n. 26 de abril de 1946), conocido por su nombre artístico Francis Fanci, es un ilusionista salvadoreño. Su formación es autodidacta. Una de sus actuaciones más reconocidas la realizó el 5 de julio de 1970 cuando se sumergió en el lago de Ilopango dentro de un baúl —atado de pies y manos con gruesas cadenas—, logrando salir ileso después de 30 segundos. También el 29 de agosto de 1990 Girón fue enterrado en el Parque Nacional de Pelota Saturnino Bengoa conectado con el exterior a través de un tubo PVC, siendo sacado después de 168 horas. Este hecho es considerado por el periódico La Prensa Gráfica entre los 50 casos más impactantes de la farándula salvadoreña.
Francis Fanci también es columnista del Diario Co Latino. De acuerdo a una opinión: 

La magia de El Salvador surge en 1970 cuando el Mago Francis Fanci conmocionó al país al escapar del lago de Ilopango...Es importante recalcar que por el truco de Fanci inicia la magia en la región Centroamericana. Por eso es reconocido como "el precursor de la magia".